# Bodislavci
Bodislavci este o localitate din comuna Ljutomer, Slovenia, cu o populație de 149 de locuitori.